# روبرت إس. ويليامسون
روبرت إس. ويليامسون (بالإنجليزية: Robert Stockton Williamson)‏ هو مستكشف أمريكي، ولد في 21 يناير 1825 في أوكسفورد في الولايات المتحدة، وتوفي في 10 نوفمبر 1882 في سان فرانسيسكو في الولايات المتحدة.